# Melaniparus fasciiventer
Melaniparus fasciiventer е вид птица от семейство Paridae.

## Разпространение
Видът е разпространен в Бурунди, Демократична република Конго, Руанда и Уганда.